# Marcello Novaes
Marcello Novaes, właściwie Marcello Luer Novaes (ur. 13 sierpnia 1962 r. w Rio de Janeiro) – brazylijski aktor teatralny, filmowy i telewizyjny.

## Filmografia

### Telenowele
- 1988 - Za wszelką cenę (Vale Tudo) jako André
- 1989 - Supermodelka (Top Model) jako Felipe
- 1990 - Rainha da Sucata jako Geraldo
- 1992 - Deus nos Acuda jako Geraldo
- 1994-95 - Quatro por Quatro jako Raí / Ralado / Taí
- 1996 - Vira-Lata jako Fidel
- 1997 - Zazá jako Hugo Guerreiro
- 1999 - Z głową w chmurach (Andando nas Nuvens) jako Raul Pedreira
- 2000 - Uga-Uga jako Beterraba
- 2001 - Klon (O Clone) jako Xande
- 2003 - Chocolate com Pimenta jako Timóteo Mariano da Silva e Silva
- 2005 - Ameryka (América) jako Geninho
- 2007 - Siedem grzechów (Sete Pecados) jako Vicente de Freitas
- 2008 - Três Irmãs jako Sandro
- 2009 - Cama de Gato jako Bene
- 2011 - Cordel Encantado jako Qui Qui
- 2012 - Avenida Brasil (W niewoli przeszłości) jako Maxwell "Max" Oliveira

### Miniseriale/seriale TV
- 1992 - Anos Rebeldes jako Olavo
- 1998 - Malhação jako Paulinho Kelé
- 1999 - Życie jak muzyka (Chiquinha Gonzaga) jako Jacinto Ribeiro do Amaral
- 2003 - A Casa das Sete Mulheres jako Ignácio
- 2006 - Malhação jako Daniel San Martin

### Gościnnie
- 1998 - Sai de Baixo jako Godzilla
- 2004 - Sob Nova Direção jako Flávio
- 2008 - Guerra e Paz jako Rolandão
- 2008 - Casos e Acasos jako Reinaldo / Paulo
- 2008 - Dicas de um Sedutor jako Mauro